# Salareuma
Salareuma is een bestuurslaag in het regentschap Kuningan van de provincie West-Java, Indonesië. Salareuma telt 2412 inwoners (volkstelling 2010).